# Erdmannshöhle
L'Erdmannshöhle è una grotta di stalattiti e stalagmiti nel villaggio di Hasel tra Schopfheim e Wehr, 20 km a est di Lörrach nel Baden-Württemberg, Germania.

## Toponimo
Erdmannshöhle è una parola composta dai tre sostantivi tedeschi Erde (terra), Mann (uomo) e Höhle (grotta). Erdmann è anche un prenome ed un cognome tedesco. Come nome di battesimo è stato utilizzato spesso per mostrare il collegamento con la terra.

## Descrizione
Le grotte sono rare nella Foresta Nera, dato che le rocce predominanti sono graniti e arenarie rosse, nelle quali raramente si formano cavità.
Molto diversa è la situazione nel massiccio del monte Dinkelberg tra l'Alto Reno, la valle del Wiese e la valle del Wehra dove predomina il calcare Muschelkalk che permette la formazione di cavità mediante processi di erosione.
L'Erdmannshöhle Hasel è una delle più antiche grotte con stalattiti della Germania. La lunghezza totale misurato della grotta è di 2.185 metri, la parte aperta al pubblico della grotta è lunga 360 metri.
La stalattite più grande della grotta, contenuta nel libro Guinness dei primati, ha un'altezza di più di 4 m e più di 2 m di spessore nella parte inferiore. La sua età stimata è di circa 135.000 anni.

## Storia
Nel periodo barocco la Repubblica di Venezia mandò cercatori di minerali nei paesi al nord degli Alpi alla ricerca di materie prime indispensabili per la fabbricazione del vetro. Questi cercatori che furono chiamati "veneziani" altrove e solo nella Foresta Nera "Stumm-Männle" (tradotto come "ometti zitti") poiché erano perlopiù piccoli, vestiti con una tunica fino ai piedi con cappuccio come la tonaca di un monaco ed evitavano ogni contatto. Questi misterioso stranieri che lavorarono sottoterra, entrando con il sacco vuoto ed uscendo con il sacco pieno sono diventati nella leggenda gli "ometti della terra" che cercavano o nascondevano tesori nelle gallerie scure della montagna.

## Leggenda
In questo caso la leggenda parla di Erdmännlein. Männlein è il diminutivo di Mann, vale a dire ometto, piccolo uomo o nano. Erdmännchen o la sua variante Erdmännlein è anche la parola tedesca per il suricato, un animale grazioso che può assomigliare ad un piccolo ometto.
Secondo la leggenda gli ometti della terra che hanno dato il nome a la Erdmannshöhle erano piccoli uomini laboriosi e gentili, ma soprattutto pronti a soccorrere.